# Oeax albosignatus
Oeax albosignatus es una especie de escarabajo longicornio del género Oeax, subfamilia Lamiinae. Fue descrita científicamente por Breuning en 1952.
Se distribuye por Tanzania. Posee una longitud corporal de 8 milímetros. El período de vuelo de esta especie ocurre en el mes de octubre.